# Liste der Kulturdenkmale in Bernsdorf (Oberlausitz)

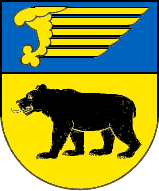
Wappen

In der Liste der Kulturdenkmale in Bernsdorf (Oberlausitz) sind die Kulturdenkmale der sächsischen Gemeinde Bernsdorf verzeichnet, die bis September 2024 vom Landesamt für Denkmalpflege Sachsen erfasst wurden (ohne archäologische Kulturdenkmale). Die Anmerkungen sind zu beachten.
Diese Liste ist eine Teilliste der Liste der Kulturdenkmale im Landkreis Bautzen.

## Liste der Kulturdenkmale in Bernsdorf
| Bild                                    | Bezeichnung | Lage                                                                                         | Datierung                                             | Beschreibung | ID       |
| --------------------------------------- | --- | -------------------------------------------------------------------------------------------- | ----------------------------------------------------- | --- | -------- |
|                                         | Sächsisch-Preußischer Grenzstein: Pilar Nr. 130 sowie 13 Läufersteine | (Flur 7, Flurstück 35) (Karte)                                                               | Nach 1828                                             | Siehe auch Sachgesamtheitsdokument – Obj. 09305644; vermessungsgeschichtlich und landesgeschichtlich von Bedeutung als Zeitdokument der historischen Grenzziehung zwischen Sachsen und Preußen nach dem Wiener Kongress 1815. Pyramidenstumpf (Grundmaß 53 × 53 cm) aus Granit mit gegenüberliegend eingemeißelter Nummer 130 und Landeskürzel direkt auf der Grenzlinie, zugehörig 13 Läufersteine in unregelmäßigen Abständen auf der Grenzlinie. | 09305467 |
|                                         | Sächsisch-Preußischer Grenzstein: Pilar Nr. 132 sowie fünf Läufersteine | (Flur 6, Flurstück 6) (Karte)                                                                | Nach 1828                                             | Siehe auch Sachgesamtheitsdokument – Obj. 09305644; vermessungsgeschichtlich und landesgeschichtlich von Bedeutung als Zeitdokument der historischen Grenzziehung zwischen Sachsen und Preußen nach dem Wiener Kongress 1815. Pyramidenstumpf (Grundmaß 53 × 53 cm) aus Granit mit gegenüberliegend eingemeißelter Nummer 132 und Landeskürzel direkt auf der Grenzlinie, zugehörig fünf Läufersteine in unregelmäßigen Abständen auf der Grenzlinie. | 09305469 |
| Weitere Bilder                          | Sächsisch-Preußischer Grenzstein: Pilar Nr. 137 sowie fünf Läufersteine | Alte Coseler Straße (Karte)                                                                  | Nach 1828                                             | Siehe auch Sachgesamtheitsdokument – Obj. 09305644; vermessungsgeschichtlich und landesgeschichtlich von Bedeutung als Zeitdokument der historischen Grenzziehung zwischen Sachsen und Preußen nach dem Wiener Kongress 1815. Pyramidenstumpf (Grundmaß 53 × 53 cm) aus Granit mit gegenüberliegend eingemeißelter Nummer 137 und Landeskürzel direkt auf der Grenzlinie, dazwischen fünf Läufersteine in unregelmäßigen Abständen; zusätzlich farbig mit gezackten Bordüren gefasst (KS – grün-weiß, KP – schwarz-weiß). | 09278792 |
| Direkt Bild zu diesem Denkmal hochladen | Villa | Alte Coseler Straße 3 (Karte)                                                                | 1920er Jahre                                          | Zeittypischer Putzbau über unregelmäßigem Grundriss mit hohem Mansardwalmdach, baugeschichtlich von Bedeutung, eingeschossig, unregelmäßiger Grundriss, hohes Mansardwalmdach mit Gaupen und Dacherkern, Gebäude wegen Bepflanzung nur begrenzt sichtbar, Grundstück wegen Hunden nicht zugänglich | 09278793 |
| Direkt Bild zu diesem Denkmal hochladen | Wohnhaus | Alte Coseler Straße 6 (Karte)                                                                | Um 1930                                               | Im Kreis seltenes Beispiel für ein erhaltenes Fertigteilhaus aus Holz, baugeschichtlich von Bedeutung, eingeschossig, mit massivem Granitsockel, Eingangsvorbau, Holzbau mit Querverbretterung, steiles Satteldach, Biberschwanz-Kronendeckung, alte Doppelfenster mit originaler Sprossung, originale Schiebeläden | 09278798 |
| Weitere Bilder                          | Bernsdorfer Schule, ohne spätere Anbauten (ehemalige Karl-Liebknecht-Schule) | Alte Schulstraße 3 (Karte)                                                                   | Bezeichnet mit 1912                                   | Stattlicher Putzbau mit Reformstilelementen der Zeit um 1910, baugeschichtlich und ortsgeschichtlich von Bedeutung, zweigeschossiger massiver Putzbau mit Sandsteinsockel aus Zyklopenmauerwerk, straßenseitiger Mittelrisalit mit eingeschossigem Vorbau mit zwei Säulen, kartuschengeschmückte Fensterverdachung, Dachhaus mit Zinkknauf bekrönt, alte Haustür, Seitenfront mit Lisenengliederung, mächtiger Dachhecht, Walmdach mit zentralem Dachreiter mit Haube, Biberschwanzdeckung | 09278764 |
| Weitere Bilder                          | Friedhof Bernsdorf (Sachgesamtheit) | Am Friedhof (Karte)                                                                          | Um 1913                                               | Sachgesamtheit Friedhof Bernsdorf mit folgenden Einzeldenkmalen: Kapelle, Familiengruft Dudek, ein Grabmal und Einfriedungsmauer mit Friedhofstor (siehe Einzeldenkmalliste - Objekt 09278765, gleiche Anschrift) sowie die Friedhofsgestaltung (Gartendenkmal); baugeschichtlich und ortsgeschichtlich von Bedeutung | 09303626 |
|                                         | Kapelle (Einzeldenkmal zu ID-Nr. 09303626) | Am Friedhof (Karte)                                                                          | 1913                                                  | Einzeldenkmal der Sachgesamtheit Friedhof Bernsdorf; baugeschichtlich und ortsgeschichtlich von Bedeutung, eingeschossig, massiv, verputzt, weit zurückgesetzter Dachgeschossausbau, Langseite mit drei Bogen, Eingang mit Portikus, von Pilastern gerahmt, darüber, geschwungenes Walmdach, hölzerner Aufsatz mit geschwungenem Walmdach, Dächer sonst als Walmdächer ausgebildet, mit Biberschwanzdeckung | 09278765 |
| Weitere Bilder                          | Familiengruft Dudek (Einzeldenkmal zu ID-Nr. 09303626) | Am Friedhof (Karte)                                                                          |                                                       | Einzeldenkmal der Sachgesamtheit Friedhof Bernsdorf; baugeschichtlich und ortsgeschichtlich von Bedeutung, Kalksteinpavillon mit geschweiftem Walmdach, Büste | 09278765 |
| Weitere Bilder                          | Familiengrab Hoffmann und Triebel (Einzeldenkmal zu ID-Nr. 09303626) | Am Friedhof (Karte)                                                                          |                                                       | Einzeldenkmal der Sachgesamtheit Friedhof Bernsdorf; baugeschichtlich und ortsgeschichtlich von Bedeutung, mit Reliefs in Galvanoplastik | 09278765 |
|                                         | Einfriedungsmauer mit Friedhofstor (Einzeldenkmal zu ID-Nr. 09303626) | Am Friedhof (Karte)                                                                          |                                                       | Einzeldenkmal der Sachgesamtheit Friedhof Bernsdorf; baugeschichtlich und ortsgeschichtlich von Bedeutung, Friedhofsmauer aus Klinkern, mit Eingangstor mit Torbogen, eisernes Gittertor | 09278765 |
| Weitere Bilder                          | Sächsisch-Preußischer Grenzstein; Pilar Nr. 135 sowie zwei Läufersteine | Dresdener Straße (Ecke Forstweg) (Karte)                                                     | Nach 1828                                             | Siehe auch Sachgesamtheitsdokument – Obj. 09305644; vermessungsgeschichtlich und landesgeschichtlich von Bedeutung als Zeitdokument der historischen Grenzziehung zwischen Sachsen und Preußen nach dem Wiener Kongress 1815. Pyramidenstumpf (Grundmaß 53 × 53 cm) aus Granit mit gegenüberliegend eingemeißelter Nummer 135 und Landeskürzel direkt auf der Grenzlinie, dazwischen zwei Läufersteine in unregelmäßigen Abständen; zusätzlich farbig mit gezackten Bordüren gefasst (KS – grün-weiß, KP – schwarz-weiß). | 09278786 |
| Weitere Bilder                          | Sächsisch-Preußischer Grenzstein: Pilar Nr. 136 | Dresdener Straße (Ecke Fabrikweg) (Karte)                                                    | Nach 1828                                             | Siehe auch Sachgesamtheitsdokument – Obj. 09305644; vermessungsgeschichtlich und landesgeschichtlich von Bedeutung als Zeitdokument der historischen Grenzziehung zwischen Sachsen und Preußen nach dem Wiener Kongress 1815. Pyramidenstumpf (Grundmaß 53 × 53 cm) aus Granit mit gegenüberliegend eingemeißelter Nummer 136 und Landeskürzel direkt auf der Grenzlinie; zusätzlich farbig mit gezackten Bordüren gefasst (KS – grün-weiß, KP – schwarz-weiß), farblich noch nicht neu gefasst | 09278790 |
| Weitere Bilder                          | Johanneskirche, umgebender Kirchplatz mit Baumgürtel und Denkmal für die Gefallenen des Ersten Weltkrieges | Dresdener Straße 4 (Karte)                                                                   | 1905 (Kirche); nach 1918 (Kriegerdenkmal)             | Kirche roter Klinkerbau mit neugotischen Formen, baugeschichtlich und ortsgeschichtlich von Bedeutung. - Kirche: Sockel mit Polygonalmauerwerk, Kirchenschiff mit paarweise angeordneten Spitzbogenfenstern, Zierornament an der Traufe, am Giebel Lisenen und Giebelbekrönung, Satteldach, der eingezogene Chor mit dreiseitigem Abschluss, Strebepfeiler, Zierornament an der Traufe, viergeschossiger Turm an der Südostseite mit hohem Glockenstuhl, der sechseckige Helm mit Uhrengiebel - Kriegerdenkmal: Granitsockel, konisch sich nach oben verbreiternder Denkmalsblock, ein Grab darstellend, mit Inschrift: „Unsern im Weltkriege 1914–1918 gefallenen Helden“, als oberer Abschluss Skulptur eines liegenden Gefallenen, der von einem Soldaten betrauert wird, Sandsteinplastik, Denkmal von vier Steinbänken umgeben | 09278761 |
| Weitere Bilder                          | Zwei Wegesteine | Dresdener Straße 14 (vor) (Karte)                                                            | 19. Jahrhundert                                       | Zwei nebeneinander aufgestellte Wegesteine aus dem 19. Jahrhundert, dabei weist der größere Naturstein einen abgerundeten oberen Abschluss sowie eine rechteckige Sockelplatte auf, die Rückseite ist nur grob behauen, auf der glatt bearbeiteten Vorderseite befindet sich eine verwitterter, nicht mehr lesbare Inschrift, der kleinere Wegestein ist beidseitig behauen und als rechteckiger Quader mit flachpyramidalem Abschluss ausgeführt, ob die eingehauenen Spiegel auf beiden Seiten des Natursteins Inschriften trugen, lässt sich heute nicht mehr feststellen. Beide Wegesteine sind von orts- und verkehrsgeschichtlicher Bedeutung. | 09304586 |
| Weitere Bilder                          | Schneidervilla | Dresdener Straße 15 (Karte)                                                                  | Um 1925                                               | Ehemaliger Eigentümer Bauunternehmer Otto Schneider, heute Verwaltungsgebäude der Pohl GmbH, markanter Bau in der Formensprache der 1920er Jahre, Aussehen weitgehend erhalten, baugeschichtlich von Bedeutung, zweigeschossig, massiv, Erdgeschoss mit Gurtgesims, Eingang mit rundbogiger Vorhalle, kleine Zierwandnischen, Mittelachse und Seitenachsen durch risalitartige Vorbauten betont, Obergeschoss durch Dachschürze abgesetzt, Schmalseite mit Polygonalerker, hohes Walmdach mit zentralen Dachhäusern, Biberschwanz-Kronendeckung, neuer Putz, Fenster im Denkmalsinne erneuert, Teile des Grundstücks des dazugehörigen Firmengeländes nicht zugänglich | 09278762 |
| Weitere Bilder                          | Wohnhaus und Garten | Dresdener Straße 72 (Karte)                                                                  | Nach 1925                                             | Im Kreis seltenes Beispiel für ein repräsentatives Fertigteilhaus aus Holz, baugeschichtlich von Bedeutung, eingeschossig, mit massivem Granitsockel, Erkervorbauten und Eingangsvorbau, Holzhaus mit Querverbretterung, steiles Satteldach mit breiten, abgewalmten Dachhäusern, Biberschwanz-Kronendeckung, teilweise alte Fenster mit Schlagläden, Veranda mit originalen Schiebefenstern. Das Haus stammt aus der Produktion der Bernsdorfer Holzhaus- und Hallenbauwerke von Otto Schneider. | 09278797 |
| Weitere Bilder                          | Wohnhaus | Dresdener Straße 92 (Karte)                                                                  | Bezeichnet mit 1899                                   | Klinkerbau mit reicher Gliederung und zentralem Dachhaus, baugeschichtlich von Bedeutung, zweigeschossig, profilierte Fenstergewände, im Erdgeschoss rundbogige Verdachungen mit rot-gelben Klinkern mit Schlussstein, im Bogenfeld Relief mit antikisierender Vase, Blumen und Ranken, im Obergeschoss zum Teil zweifarbige Segmentbogenverdachung mit Schlussstein, zwei Mittelachsen mit gerader Verdachung und Relief-Ranken, rundbogige Verdachung mit Pflanzenornament, Giebelbekrönung mit Zinntreibarbeit, Satteldach, Sohlbänke auf Konsolen, Dacherker auf Konsolen, zum Teil glattgeputzt | 09278788 |
| Weitere Bilder                          | Wegestein und Grenzstein | Dresdener Straße 92 (vor) (Karte)                                                            | Vermutlich 19. Jahrhundert                            | Verkehrsgeschichtlich und regionalgeschichtlich von Bedeutung, ca. 1 m hoher Sandstein, oben abgerundet, Inschrift größtenteils verwittert, Grenzstein: ca. 60 cm hoch, flacher Naturstein mit flachem Dreiecksabschluss, auf der einen Seite auf querliegendem Rechteck hochgestelltes Rechteck | 09278789 |
| Weitere Bilder                          | Villa | Dresdener Straße 98 (Karte)                                                                  | Um 1915                                               | Trotz Umbauten in ihrem wesentlichen Erscheinungsbild erhaltene Villa mit repräsentativem Mittelrisalit, baugeschichtlich von Bedeutung, eingeschossiger Putzbau, Fenster größtenteils mit originaler Sprossung, bis ins Dach gezogener Mittelrisalit mit vorgezogenem Balkon, Lisenengliederung, Rundgiebelfeld mit Okulus, umrahmt von barockisierendem Rankenwerk und zwei Putten, hohes Mansardwalmdach, Biberschwanz-Kronendeckung | 09278791 |
| Weitere Bilder                          | Villa und Gartenhaus sowie Garten | Dresdener Straße 122 (Karte)                                                                 | Um 1910                                               | Beide Gebäude mit hohem Authentizitätsgrad, baugeschichtlich von Bedeutung, Villa stattlicher Baukörper auf rechteckigem Grundriss, Putzbau mit Krüppelwalmdach und verschiedenen Dachausbauten, straßenseitigem Erker, originaler Hautür, historischen Fenstern (zum Teil farbig) mit reicher Sprossung, Rückseite schlicht und mit nachträglichem Anbau, Gartenhaus zweigeschossiger Putzbau auf quadratischem Grundriss mit Walmdach (Biberschwanzdeckung) mit Fledermausgaupen, rustiziertem Sockel, segmentbogiger Toröffnung mit hölzernem Tor und segmentbogigen Fensteröffnungen (erstes Obergeschoss mit hölzernen Schlagläden) | 09304801 |
| Weitere Bilder                          | Verwaltungsgebäude eines ehemaligen Gießerei- und Eisenwerkes | Eisenwerkstraße 1c (Karte)                                                                   | Ursprung 2. Hälfte 18. Jahrhundert                    | Verwaltungsgebäude war ursprünglich Herrenhaus eines alten Gutshofes, baugeschichtlich und ortsgeschichtlich von Bedeutung. Gießereihalle (teils Klinker) und Werkstatt II (Halle ohne Anbauten, teils Klinker), Verwaltungsgebäude und Tischlerei gehörten zum alten Gutshof. Nach Abbruch sämtlicher Fabrikgebäude 2012 steht gegenwärtig nur noch das Verwaltungsgebäude. - Verwaltungsgebäude: eingeschossiger Putzbau aus Ofenschlacke, Rückseite mit Queranbauten mit Hauben, Krüppelwalmdach mit dreiachsigem Dachhaus mit Segmentbogen, zentraler Dachreiter mit Uhr, Fledermausgaupen - ehemalige Tischlerei (abgebrochen): zweigeschossiger Putzbau, nördliche Giebelseite mit zentraler zweiflügeliger Tür und Freitreppe, daneben über beide Geschosse je ein Rundbogenfenster mit originaler Sprossung, Krüppelwalmdach mit fünf Fledermausgaupen - ehemalige Werkstatt II (abgebrochen): Westgiebel mit dreiteiligem Fenster und Ornament in Jugendstilformen, Längsseiten mit Lisenengliederung, teils Klinker, östliche Giebelseite Klinkerfassade, durch Lisenen, Gesimse und zweifarbige Segmentbögen gegliedert - ehemalige Gießereihalle (abgebrochen): großer rechteckiger Bau mit Lisenengliederung, Südwestseite abgerundet | 09278784 |
|                                         | Wohnhaus, ehemals „Die Börse“ | Ernst-Thälmann-Straße 12 (Karte)                                                             | Um 1895                                               | Klinkerbau mit aufwendiger Fassadengestaltung, baugeschichtlich von Bedeutung, zweigeschossiger massiver Klinkerbau mit übergiebelten Seitenrisaliten, im Erdgeschoss Ladeneinbau, drei Mittelachsen mit korbbogigen originalen Fenstern mit mehrfarbiger Jugendstil-Bleiverglasung, gußsteinerne Fenster- und Türgewände, Fensterverdachungen mit Schweifgiebel, Obelisken und Kugelbekrönungen, Mansarddach, seitlich angebaute hölzerne Eingangsvorbauten, ehemals Gaststätte | 09278756 |
|                                         | Wohnhaus mit Ladenzone | Ernst-Thälmann-Straße 16 (Karte)                                                             | Nach 1910                                             | Stattlicher Bau mit erhaltener Putzgliederung und repräsentativem Eckerker, baugeschichtlich von Bedeutung, dreigeschossiger massiver Putzbau mit dreigeschossigem, bis ins Dachgeschoss reichenden Eckerker, Risalit und Erker mit Lisenengliederungen, Brüstungsfelder mit barockisierenden Elementen, straßenseitig Mansarddach mit teilweise ausgebauter Mansarde, südlich Dachschürze mit Vollgeschoss, Biberschwanzdeckung | 09278757 |
|                                         | Gasthof „Grüner Wald“ mit Saalanbau | Ernst-Thälmann-Straße 20 (Karte)                                                             | Um 1805                                               | Stattlicher Putzbau mit Klinkergliederung und geschweiften Giebeln, baugeschichtlich und ortsgeschichtlich von Bedeutung. - Gasthof: zweigeschossig, massiv, verputzt, Klinkerlisenen, im Erdgeschoss breite Rundbogenfenster, im Obergeschoss gekoppelte Rechteckfenster, zwei jugendstilige Dacherker mit Schweifgiebel, alte Wetterfahne aus Zink, zum Teil alte Fenster mit alter Sprossung, Satteldach, an einer Seite mit Krüppelwalm, Biberschwanzdeckung - Saal: eingeschossig, massiv, verputzt, mit großen rechteckigen Fenstern und Blendbögen, Satteldach, Biberschwanzdeckung | 09278758 |
| Weitere Bilder                          | Villa | Ernst-Thälmann-Straße 37 (Karte)                                                             | 1900                                                  | Gelber Klinkersteinbau mit unterschiedlichen Zierelementen und Freigespärre im Giebel, baugeschichtlich von Bedeutung, unregelmäßiger Grundriss, zweigeschossig, hohes Sockelgeschoss, profilierte Gurtgesimse, Putzbänder und rote Klinkerbänder, zum Teil gekoppelte Fenster mit Zierstützen und Schlussstein, größtenteils originale Fenster, Holzveranda, figürliche Reliefmedaillons, flachgeneigtes Dach mit Überstand, Holzgespärre, Villa wird saniert. Garten als Nebenanlage 2012 gestrichen, Objektbesichtigung ergab, dass Garten nur Grünfläche mit zwei Birken, einem1 Nussbaum und Lebensbaumhecke ist, keinerlei gartenkünstlerische Gestaltung aufweist und ohne gartendenkmalpflegerische Relevanz ist. | 09278780 |
|                                         | Postamt | Ernst-Thälmann-Straße 58 (Karte)                                                             | 1930er Jahre                                          | In repräsentativer Ausführung der 1930er Jahre, weitgehend im ursprünglichen Aussehen erhalten, baugeschichtlich von Bedeutung, zweigeschossig, massiv, Erdgeschoss aus Backstein mit horizontal hervortretenden Gurtbändern, Obergeschoss und Seitenfronten mit originalem Strukturputz, weiter Dachüberstand, Walmdach in Biberschwanz-Kronendeckung, horizontal betonte Gliederung der Dachhäuser, alter Schriftzug „Postamt“ aus Blechbuchstaben, weitgehend originale Türen und Fenster, zum Teil noch hölzerne Schlagläden | 09278759 |
| Weitere Bilder                          | Pfarrhaus | Ernst-Thälmann-Straße 62 (Karte)                                                             | Um 1890                                               | Eines der wenigen Beispiele für ein Gebäude im Schweizerstil im Ort, baugeschichtlich und ortsgeschichtlich von Bedeutung, eingeschossig, massiv, verputzt, zweigeschossiger Mittelrisalit, gußsteinerne Fenstergewände und gerade Fensterverdachungen, hölzerner Eingangsvorbau, größtenteils originale Fenster, Okuli im Giebel, Ziergespärre, weit vorgezogene Satteldächer | 09278760 |
| Weitere Bilder                          | Sowjetisches Ehrenmal | Hoyerswerdaer Straße (Karte)                                                                 | Nach 1945                                             | An einem Standort der sowjetischen Armee (Tanklager für Kraftstoffe), geschichtlich von Bedeutung. Von geschwungener Mauer (ca. 3 m hoch) umfangener Pyramidenstumpf aus Kunststein, Bekrönung abgerissen, Mauer mit Inschriften 1941–1945, Zeichnungen mit Städtenamen und Frontverläufen. | 09278769 |
|                                         | Villa | Hoyerswerdaer Straße 21 (Karte)                                                              | Nach 1910                                             | Putzbau mit Fachwerk in den Giebeln, in gutem Originalzustand, baugeschichtlich von Bedeutung | 09278767 |
|                                         | Verwaltungsgebäude | Hoyerswerdaer Straße 28 (Karte)                                                              | Ende 19. Jahrhundert                                  | Heute Wohnhaus, Putzbau mit aufwendiger Neorenaissance-Gliederung und straßenbildprägendem Schweifgiebel, baugeschichtlich und ortsgeschichtlich von Bedeutung, zweigeschossig, massiv, verputzt, Gliederung durch Eckquaderung, Gurtgesims, leicht profiliertes Fenster- und Portalgewände, Hofseite ohne Schmuck, Straßenseite mit Schweifgiebel und Erker auf Pfeilern, geschweifte Blechhaube, Gebäude mit Satteldach, Biberschwanz-Kronendeckung, kleine Dachgaupen, originale Fenster | 09278768 |
| Direkt Bild zu diesem Denkmal hochladen | Denkmal für Turnvater Jahn und im Ersten Weltkrieg gefallene Turnbrüder | Jahnstraße (Karte)                                                                           | Bezeichnet mit 1911                                   | Ortsgeschichtlich von Bedeutung, Denkmalblock (industriell gefertigt) mit granitener Inschriftenplatte (zu Erinnerung an Turnbrüder), Granitaufsatz mit Inschrift: „1811 Vater Jahn 1911“ | 09278795 |
| Weitere Bilder                          | Sächsisch-Preußischer Grenzstein: Pilar Nr. 134, sowie sechs Läufersteine | Kamenzer Straße (an Flurgrenze westlicher Straßenrand der S 94, Ecke Am Langen Holz) (Karte) | Nach 1828                                             | Siehe auch Sachgesamtheitsdokument – Obj. 09305644; vermessungsgeschichtlich und landesgeschichtlich von Bedeutung als Zeitdokument der historischen Grenzziehung zwischen Sachsen und Preußen nach dem Wiener Kongress 1815. Pyramidenstumpf (Grundmaß 53 × 53 cm) aus Granit mit gegenüberliegend eingemeißelter Nummer 134 und Landeskürzel direkt auf der Grenzlinie, dazwischen sechs Läufersteine in unregelmäßigen Abständen; zusätzlich farbig mit gezackten Bordüren gefasst (KS – grün-weiß, KP – schwarz-weiß), farblich noch nicht neu gefasst. | 09303164 |
| Weitere Bilder                          | Schlauchturm | Lindenallee (Ecke Parkstraße) (Karte)                                                        | Um 1920                                               | Ortshistorisch und ortsbildprägend von Bedeutung, Erdgeschoss massiv, verputzt, mit Bruchsteinsockel, großes hölzernes Tor, originaler Putz, darauf hölzerner Turm auf kleinerem Grundriss, Dachschürze, verbrettert, mit kassettierten Türen, Zeltdach | 09278766 |
| Direkt Bild zu diesem Denkmal hochladen | Wohnhaus | Otterschütz 1 (Karte)                                                                        | Kern um 1800                                          | Eingeschossiger Fachwerkbau, eines der wenigen Gebäude mit Holzkonstruktion im Gemeindegebiet, baugeschichtlich von Bedeutung, zum Teil Fachwerk, hölzerner Türstock, hohes Krüppelwalmdach, an der Westseite späterer Anbau mit Sichtfachwerk, Satteldach, Biberschwanz-Kronendeckung, eine Fledermausgaupe | 09278783 |
| Weitere Bilder                          | Katholische Kirche St. Joseph (mit Ausstattung) sowie Pfarrhaus und Nebengebäude | Otto-Buchwitz-Straße 2 (Karte)                                                               | 1897 (Kirche), um 1800 (Gemälde), um 1900 (Pfarrhaus) | Repräsentative Klinkerbauten, baugeschichtlich, künstlerisch und ortsgeschichtlich von Bedeutung. - Kirche: zweigeschossiger gelber Klinkerbau mit rot abgesetzten Gliederungen, Fenster mit Segmentbogenverdachungen, alte zweiflügelige Haustüren, Kirchensaal mit Spitzbogenfenstern, Satteldach, Dachreiter mit verschiefertem Glockenstuhl und schlankem Helm - Ausstattung: Altarbild mit Darstellung der „Heiligen Familie und der Dreifaltigkeit“ sowie 14 Gemälde mit Darstellungen des Kreuzweges Christi, Öl auf Leinwand, werden gegenwärtig mit Genehmigung vom 30. Juni 2003 restauriert und sollen nach einem Hängeplan wieder im Kirchenschiff angebracht werden - Nebengebäude: eingeschossiger Klinkerbau, zum Teil mit Drempel und Zierfachwerk, flaches Satteldach mit Überstand | 09278781 |
| Weitere Bilder                          | Herrenhaus, Reste der Einfriedungsmauer mit zwei Hofeinfahrten mit je zwei Pfeilern und kleinem Tor mit zwei Pfeilern vor dem Gutshaus sowie Gutspark mit altem Baumbestand, Vorgarten vor dem Herrenhaus einschließlich Rondell und Vorfahrt, Teich sowie nordwestlicher Allee (Gartendenkmal) | Rathausallee 2 (Karte)                                                                       | 18. Jahrhundert im Kern, Umbau 1910–1912              | Gutshaus heute Rathaus, massiver zweigeschossiger Bau mit Erscheinungsbild des letzten großen Umbaus um 1910, baugeschichtlich und gartenkünstlerisch von Bedeutung, Baukörper ursprünglich eingeschossig mit hohem Mansarddach, später um ein Geschoss aufgestockt und von Walmdach geprägt, Vorbau an Eingangsseite mit längsrechteckigen Granit-Fußbodenplatten, innen hölzernes Treppengeländer und Stufen aus Umbauzeit, im ersten Obergeschoss Saal mit Stuckdecke und schönem Parkett, rückseitig drei Balkone, Keller mit Kreuzgratgewölben, Park mit altem Baumbestand, unregelmäßiger Teich mit Auslauf (Granit), nordwestliche Alle besteht vorrangig aus Kastanien, Pfeiler der Hofeinfahrt und des seitlichen Tores gemauert und verputzt | 09303870 |
| Direkt Bild zu diesem Denkmal hochladen | Häuslerhaus | Straße des 8. Mai 14 (Karte)                                                                 | Anfang 19. Jahrhundert                                | Eingeschossiger Fachwerkbau mit Lehmgefachen, baugeschichtlich von Bedeutung, hölzerner Türstock, zum Teil alte Fenster, Giebel verbrettert, Satteldach, Biberschwanzdeckung | 09278794 |
| Direkt Bild zu diesem Denkmal hochladen | Gasthof Hüttenschänke (ohne späteren Anbau im Heimatstil) mit Terrassengestaltung | Straße des 8. Mai 17 (Karte)                                                                 | 1930er Jahre                                          | Baugeschichtlich und straßenbildprägend von Bedeutung, zweigeschossig, hinterer Teil eingeschossig, Erdgeschoss zum Teil mit originalen Rundbogenfenstern mit Sprossung, zum Teil verändert, Obergeschoss verbrettert, mit Schlagläden, vorderer Teil mit Walmdach, Fledermausgaupe, Biberschwanz-Kronendeckung, eingeschossiger Teil mit Mansarddach und Gaupen, Terrassengestaltung: vier Pfeiler, Kapitelle mit kieselsteinimitierendem Mauerwerk und Mauer mit geschwungenen Eisenaufsätzen | 09278785 |

## Liste der Kulturdenkmale im OrtsteilGroßgrabe
| Bild           | Bezeichnung | Lage                                            | Datierung | Beschreibung | ID       |
| -------------- | --- | ----------------------------------------------- | --- | --- | -------- |
|                | Sächsisch-Preußischer Grenzstein: Pilar Nr. 138 sowie 11 Läufersteine                                                    | (Flurstück 1150i) (Karte)                       | Nach 1828 | Siehe auch Sachgesamtheitsdokument – Obj. 09305644; vermessungsgeschichtlich und landesgeschichtlich von Bedeutung als Zeitdokument der historischen Grenzziehung zwischen Sachsen und Preußen nach dem Wiener Kongress 1815. Pyramidenstumpf (Grundmaß 53 × 53 cm) aus Granit mit gegenüberliegend eingemeißelter Nummer 138 und Landeskürzel direkt auf der Grenzlinie, zugehörig 11 Läufersteine in unregelmäßigen Abständen auf der Grenzlinie; zusätzlich farbig mit gezackten Bordüren gefasst (KS – grün-weiß, KP – schwarz-weiß). | 09305471 |
|                | Denkmal für die Gefallenen des Ersten Weltkrieges                                                                        | Dresdener Straße (in der Kirchhofmauer) (Karte) | Nach 1918 | Granitmonolith mit reliefiertem Helm und Inschrifttafel, flankiert von zwei kugelbekrönten Pfosten, ortsgeschichtlich von Bedeutung | 09278802 |
| Weitere Bilder | Kirche, drei Grabsteine, Epitaph, Einfriedungsmauer sowie Denkmal für Gefallene des 1. Weltkrieges in der Kirchhofsmauer | Dresdener Straße (Karte)                        | 1669, Kern Mittelalter (Kirche); nach 1766 (Epitaph); bezeichnet mit September 1731 und August 1806 (Nr. 1); bezeichnet mit 25. Dezember 1785 und 1809 (Nr. 2) | Schlichte Saalkirche mit barockem Erscheinungsbild, baugeschichtlich und ortsgeschichtlich von Bedeutung. - Kirche mit einfacher Empore (2. Hälfte 18. Jahrhundert), Eule-Orgel Nummer 67 (1894) neogotisch, Westturm mit Welscher Haube und Laterne, zwei Vortragekreuze, zwei Eisenkreuze (vom Friedhof), zwei Eisenleuchter (19. Jahrhundert, Lauchhammer), gotische Glocke (siehe Gurlitt) in Ruppersdorf - drei, auf dem Kirchhof frei stehende Sandsteinpostamente (Grabsteine) mit zum Teil unleserlichen Inschriften: (Nummer 1 bezeichnet mit Sept. 1731, August 1806, Nummer 2 bezeichnet 25. Dez. 1785, 23 ... 1809, 18 ... 18.6 im 25. Jahre, Nummer 3 bezeichnet ... mit 5 Jahre) - Epitaph von Herrn Magister Michael Sägers (verstorben 1766) aus Sandstein, kürzlich im Erdboden aufgefunden, wohl zu DDR-Zeiten missbräuchlich als Gehwegplatte genutzt, der Kirchhof ist kein Denkmal | 09278801 |
| Weitere Bilder | Denkmal für die im Zweiten Weltkrieg gefallenen sowjetischen Soldaten                                                    | Dresdener Straße (Karte)                        | 1946 | Etwa 4,50 m hoher Gedenkstein aus Beton mit pyramidaler Bekrönung, reliefierter Stern und kyrillische Schrift, flankiert von zwei einfachen Steinen mit Inschrift. Sowjetischer Ehrenfriedhof am Ortsausgang an der F 97. In drei Einzelgräbern und einem Gemeinschaftsgrab ruhen 25 Gefallene der Frühjahrskämpfe 1945. Auf den Gräbern Grabobeliske mit Sowjetstern. Im Zentrum Denkmal: auf zweistufiger Plattform, an den Ecken kurze Obeliskstümpfe, hoher Sockel, an der Vorderseite Tafel mit ehrendem Text, darüber schmaler Obelisk, an der Vorderseite Sowjetstern. | 09278800 |
| Weitere Bilder | Drei Grabmale auf dem Friedhof                                                                                           | Friedhofsweg (Karte)                            | 1771 (Grabmal aus Sandstein); bezeichnet mit 1870 (Grabmal Friedrich August); nach 1933 (Grabmal Schramm)                                                      | Putzbau im Reformstil der Zeit um 1910, baugeschichtlich und ortsgeschichtlich von Bedeutung, mit Krüppelwalmdach, teils Mansarddach, Mittelrisalit mit großen Fenstern, Glockenturm biberschwanzverkleidet, Fenstersprossung wurde entfernt | 09278803 |
| Weitere Bilder | Turmwindmühle | Windmühle 1 (Karte)                             | Anfang 19. Jahrhundert | Ortsgeschichtlich und ortsbildprägend von Bedeutung, Dachpartie, Flügel und Technik nach Brand 1935 nicht mehr vorhanden | 09278799 |

## Liste der Kulturdenkmale im OrtsteilStraßgräbchen
| Bild                                    | Bezeichnung                                              | Lage                         | Datierung           | Beschreibung | ID       |
| --------------------------------------- | -------------------------------------------------------- | ---------------------------- | ------------------- | --- | -------- |
| Direkt Bild zu diesem Denkmal hochladen | Sächsisch-Preußischer Grenzstein mit Bezeichnung KS 124  |                              | Nach 1828           | Geschichtliche Bedeutung | 09305382 |
| Direkt Bild zu diesem Denkmal hochladen | Familiengrabstelle auf dem Friedhof                      | An den Feldern 2a (Karte)    | Um 1900             | Wandgrabstelle mit stehender Christusfigur in Nische, sozial- und ortsgeschichtliche Bedeutung | 09305383 |
| Weitere Bilder                          | Turmwindmühle                                            | Forstweg 1a (Karte)          | 19. Jahrhundert     | Ortsgeschichtlich und ortsbildprägend von Bedeutung, Flügel nicht mehr vorhanden | 09228236 |
|                                         | Sühnekreuz und Wegesäule                                 | Schulstraße 26 (bei) (Karte) | 16./17. Jahrhundert | Ortsgeschichtliche und verkehrsgeschichtliche Bedeutung. - Wegestein (Granit) mit Inschrift Weißig, Großgarbe - Mittelalterliches Sühnekreuz, im oberen Teil schon stark verwittert (Granit) | 09305315 |
| Weitere Bilder                          | Alte Schule                                              | Schulstraße 6a (Karte)       | Um 1890             | Putzbau mit übergiebeltem Mittelrisalit, baugeschichtlich und ortsgeschichtlich von Bedeutung, zweigeschossiges, massives Gebäude mit Walmdach, dominanter, über die Dachhöhe hinausgehender Mittelrisalit mit Spitzgiebel, Fensterrahmungen mit leichtem Renaissance-Dekor, Freitreppe, laut ALK-Daten Hausnummer 6a | 09228237 |
| Weitere Bilder                          | Kriegerdenkmal für die Gefallenen des Ersten Weltkrieges | Schulstraße 6a (vor) (Karte) | Nach 1919           | Ortsgeschichtliche Bedeutung, auf zweifach abgestuftem Sockel erhebt sich pyramidaler Aufbau (ohne Spitze) aus behauenen Natursteinquadern, mittig Inschriftentafel mit Namen der Gefallenen und Spruch „Wir starben für Euch“, darüber Relieftafel mit Darstellung Stahlhelm                                         | 09305316 |

## Liste der Kulturdenkmale im OrtsteilWiednitz
| Bild                                    | Bezeichnung                                                                                                  | Lage                                             | Datierung              | Beschreibung | ID       |
| --------------------------------------- | --- | ------------------------------------------------ | ---------------------- | --- | -------- |
|                                         | Sächsisch-Preußischer Grenzstein: Pilar Nr. 139 sowie 10 Läufersteine                                        | (Flur 6, Flurstück 244) (Karte)                  | Nach 1828              | Siehe auch Sachgesamtheitsdokument – Obj. 09305644; vermessungsgeschichtlich und landesgeschichtlich von Bedeutung als Zeitdokument der historischen Grenzziehung zwischen Sachsen und Preußen nach dem Wiener Kongress 1815. Pyramidenstumpf (Grundmaß 53 × 53 cm) aus Granit mit gegenüberliegend eingemeißelter Nummer 139 und Landeskürzel KP/KS direkt auf der Grenzlinie, zugehörig 10 Läufersteine in unregelmäßigen Abständen auf der Grenzlinie; zusätzlich farbig mit gezackten Bordüren gefasst (KS – grün-weiß, KP – schwarz-weiß). | 09305472 |
| Weitere Bilder                          | Empfangsgebäude mit Güterabfertigung (Nr. 22), Eisenbahnerhaus (Nr. 20) und ein Signal des Bahnhofs Wiednitz | Bahnhofstraße 20, 22 (Karte)                     | Um 1900                | Ehemals mit mehreren Ladegleisen und Formsignalen, authentisch erhaltenes Empfangsgebäude, an die Gestaltung preußischer Bahnhöfe erinnernder roter Backstein- bzw. Putzbau mit aufwendiger zeittypischer Gliederung und bewegter Dachlandschaft, Eisenbahnwohnhaus aus rotem Backstein ebenfalls aufwendig gegliedert, Güterabfertigung und lange Ladestraße letztes Zeugnis für den ehemals starken Güterumschlag im Zusammenhang mit Landwirtschaft und vor allem der Braunkohlenindustrie, Ensemble von baugeschichtlicher, ortsgeschichtlicher, industriegeschichtlicher und eisenbahngeschichtlicher Bedeutung. Bahnhof Wiednitz als Haltestation mit Güterabfertigung bereits seit Streckeneröffnung 1874, zunächst nur mit einem Ladegleis und ggf. hölzernen Bahnsteiganlagen, erst nach dem Aufschluss des nahegelegenen Braunkohlentagebaus 1908/09 und der Errichtung der Brikettfabrik Heye III (später Heide III) mitsamt Werkssiedlung (Kolonie Heye III/Heide III) entstand 1911 ein Empfangsgebäude inklusive Güterschuppen, zudem Werksanschluss.    | 08985167 |
| Direkt Bild zu diesem Denkmal hochladen | Fabrikantenvilla der Heye Braunkohlenwerke                                                                   | Bahnhofstraße 57 (Karte)                         | Nach 1910              | Putzbau mit akzentuierender zeittypischer Gliederung, Bestandteil der Werkskolonie „Grube Heye III“, baugeschichtlich und ortsgeschichtlich von Bedeutung, alte Ortslage Heide, unregelmäßiger Grundriss, hohes Sockelgeschoss, zweigeschossig, unterschiedliche An- und Vorbauten, zum Teil Lisenengliederung, Gurtgesims, im Erdgeschoss Fenster mit Putzspiegeln und Blendbögen, weitgehend originale Fenster und Tür sowie Gitter, im Obergeschoss zum Teil Schlagläden, vorkragende profilierte Traufe, Walmdach mit unterschiedlichen Gaupen, neue Biberschwanzdeckung, zwei liegende Dachfenster | 08985152 |
| Direkt Bild zu diesem Denkmal hochladen | Wohnhaus und Nebengebäude                                                                                    | Bahnhofstraße 65 (Karte)                         | 1930er Jahre           | Weitgehend im ursprünglichen Aussehen erhaltener zeittypischer Putzbau, alte Ortslage Heide, Zeugnis der zeitgenössischen Siedlungsarchitektur mit baugeschichtlichem, sozialgeschichtlichem und ortsgeschichtlichem Wert, zweigeschossig, Backsteinsockel, Eingang mit abgestuftem Backsteingewände, Sohlbänke aus Backstein, Fenster mit originaler Sprossung und Schlagläden, zum Teil Winterfenster, Gaupen mit Holzverkleidung, Backsteintraufe, Satteldach, Nebengebäude: eingeschossiger Putzbau mit sechs Holztüren, Giebel verbrettert, Satteldach, Sanierung vor 2015 | 08985153 |
| Direkt Bild zu diesem Denkmal hochladen | Ehemaliges Klubhaus mit Bibliothek, Laden und Wirtschaftsteil                                                | Bahnhofstraße 83 (Karte)                         | Nach 1910              | Aufwendig gestalteter Putzbau mit originalen Details, Bestandteil der Werkskolonie „Grube Heye III“, alte Ortslage Heide, Zeugnis der zeitgenössischen Siedlungsarchitektur mit baugeschichtlichem, sozialgeschichtlichem und ortsgeschichtlichem Wert, eingeschossig, Backsteinsockel bis zu den Sohlbänken, Fenster mit Blendbögen, sparsame Putzgestaltung, stark vorkragender Eckerker mit Verschieferung, zum Teil originale Fenster, unregelmäßige Dachlandschaft, Biberschwanz-Kronendeckung, durch eingeschossiges Wirtschaftsgebäude dreiseitiger Gebäudekomplex | 08985154 |
| Direkt Bild zu diesem Denkmal hochladen | Gutspark mit zwei Brücken und Allee sowie Gedenkstein                                                        | Bernsdorfer Straße (Karte)                       | 1725/1768              | Landschaftliche Anlage aus der Mitte des 18. Jahrhunderts, Schlossinsel mit Wassergraben und zwei Schlossbrücken sowie Lindenallee und Gedenkstein als letzte Zeugnisse des Rittergutes Wiednitz, von ortshistorischer und landschaftsgestaltender Bedeutung - Geschichte: 1534 Gründung des Rittergutes, 1725–1768 Rittergut Wiednitz im Besitz von Johann Heinrich Simones, unter ihm entstand 1725–1735 das Herrenhauses in Form eines Wasserschlosses, außerdem ließ er den Gutspark und zahlreiche Fischteiche anlegen, 1946/47 Abriss des Herrenhauses wegen Baufälligkeit - Gutspark: landschaftliche Anlage des 18. Jahrhunderts, im Westen der Anlage Schlossinsel mit dem ehemaligen Standort des Herrenhauses und dem erhaltenen Wassergraben mit den beiden Schlossbrücken nach Norden und Westen, östlich anschließend kleines Wäldchen mit vorwiegend jüngeren Gehölzen, nach Süden Schlossallee mit Linden bestanden, am Ende der Allee steht der sogenannte Lüdecke-Stein (Tafel fehlt): erinnert an Fritz Lüdecke, Besitzer von Wiednitz (1883–1930), | 09305016 |
|                                         | Wegestein | Dorfstraße (Ecke Sellaer Weg) (Karte)            | 19. Jahrhundert        | Quadratische, ca. 1 Meter hohe Granitstele mit flacher pyramidaler Spitze aus dem 19. Jahrhundert, Aufschrift mit Richtungsangaben zu den nächstgelegenen Ortschaften (Grünewald/Heide) erneuert. Wegestein als Zeugnis der verkehrstechnischen Erschließung des ländlichen Raumes von verkehrsgeschichtlicher Bedeutung. | 08985159 |
|                                         | Denkmal für die Gefallenen des Ersten Weltkrieges                                                            | Dorfstraße (Karte)                               | Nach 1918              | Ortsgeschichtlich von Bedeutung, auf neuem Betonsockel, Sandsteinmonument mit seitlichen Stützen mit bekrönenden Granathülsen, Schrifttafel mit Namen aus poliertem rotem Granit, obeliskartige Bekrönung mit Relief mit Eichenlaub, Helm und Gewehr und eisernem Kreuz (bezeichnet mit 1914), Inschrift: „Zum ehrenden Gedächtnis ihren im Weltkriege 1914–18 Gefallenen. Die dankbare Gemeinde“ | 08985156 |
| Direkt Bild zu diesem Denkmal hochladen | Scheune | Dorfstraße 5 (Karte)                             | Vor 1900               | Regionaltypische Blockscheune, baugeschichtlich und wirtschaftsgeschichtlich von Bedeutung, Blockkasten mit zentraler Durchfahrt, Giebel und Drempel verbrettert, Satteldach | 08985155 |
| Direkt Bild zu diesem Denkmal hochladen | Hofmauer mit Torbogen                                                                                        | Dorfstraße 25 (Karte)                            | Um 1830                | Straßenbildprägend von Bedeutung. Wohnstallhaus ist kein Denkmal mehr, hier haben bereits bauliche Veränderungen stattgefunden. Seitengebäude ebenfalls stark verändert, nur noch Mauer mit Korbbogendurchgang und rundbogiger Durchfahrt erhaltenswert, weil authentisch erhalten und ortsbildprägend. | 08985158 |
| Direkt Bild zu diesem Denkmal hochladen | Scheune eines Bauernhofes                                                                                    | Dorfstraße 30 (Karte)                            | Anfang 19. Jahrhundert | Einzige Fachwerkscheune im Dorf, intakte Holzkonstruktion, baugeschichtlich und wirtschaftsgeschichtlich von Bedeutung, Backsteinsockel, zweiriegeliges Fachwerk, die untersten Gefache verbrettert, Giebel verbrettert, steiles Satteldach, späterer feldseitiger Anbau in der Mitte aus Backstein, Schleppdach, Westseite verbretterter Anbau, Schleppdach | 08985157 |
| Direkt Bild zu diesem Denkmal hochladen | Schule über winkligem Grundriss und östliches Nebengebäude (Alte Schule)                                     | Grünewalder Straße 2 (Karte)                     | Bezeichnet mit 1906    | Ohne späteren Anbau, repräsentativer Klinkerbau in ortsbildprägender Lage an der Hauptstraße, baugeschichtlich und ortsgeschichtlich von Bedeutung. L-Grundriss, zweigeschossig, neun Achsen, gelber Klinker mit roten Zierelementen, Fenster mit Segmentbogen und zurückgesetztem Gewände mit Schlussstein, Mittelrisalit mit Uhrengiebel (Zwerchgiebel), Satteldach, Biberschwanzdeckung, originale zweiflügelige Tür, Fenster erneuert (Kunststoff). Nebengebäude: eingeschossig, gelber Klinker, Segmentbögen mit rot abgesetzt, Satteldach, Biberschwanzdeckung. | 08985169 |
| Direkt Bild zu diesem Denkmal hochladen | Wegestein | Sellaer Weg (Flurstück 220) (Karte)              | 19. Jahrhundert        | Ca. 1 Meter hohe Granitstele aus dem 19. Jahrhundert mit grob behauenem Schaft, geglättetem Kopf und flachpyramidalem Abschluss, Aufschrift mit Richtungsangaben zu den nächstgelegenen Ortschaften (Sella/Grüngräbchen) erneuert. Wegestein als Zeugnis der verkehrstechnischen Erschließung des ländlichen Raumes von verkehrsgeschichtlicher Bedeutung. | 08985163 |
| Direkt Bild zu diesem Denkmal hochladen | Wegestein | Sellaer Weg (Ecke Neu Wiednitzer Straße) (Karte) | 19. Jahrhundert        | Quadratische, ca. 1 Meter hohe Granitstele mit flacher pyramidaler Spitze aus dem 19. Jahrhundert, Aufschrift mit Richtungsangaben zu den nächstgelegenen Ortschaften (Neuwiednitz/Sella) erneuert. Wegestein als Zeugnis der verkehrstechnischen Erschließung des ländlichen Raumes von verkehrsgeschichtlicher Bedeutung. | 08985162 |
| Direkt Bild zu diesem Denkmal hochladen | Wegestein | Sellaer Weg (Flur 6, Flurstück 209) (Karte)      | 19. Jahrhundert        | Quadratische, ca. 1 Meter hohe Granitstele mit flacher pyramidaler Spitze aus dem 19. Jahrhundert, Aufschrift mit Richtungsangaben zu den nächstgelegenen Ortschaften (Großgrabe/Sella) erneuert. Wegestein als Zeugnis der verkehrstechnischen Erschließung des ländlichen Raumes von verkehrsgeschichtlicher Bedeutung. | 08985160 |
| Direkt Bild zu diesem Denkmal hochladen | Transformatorenhäuschen                                                                                      | Sellaer Weg 8 (bei) (Karte)                      | Um 1930                | Mit akzentuierender zeittypischer Formensprache, technikgeschichtlich von Bedeutung, Putzbau mit Ecklisenen und profiliertem Gurtgesims mit Verdachung (Biberschwanz-Kronendeckung), Zeltdach, Biberschwanz-Kronendeckung, saniert, Abrissgenehmigung vom 13. Juli 2010, erneute Abrissgenehmigung 2015 | 08985161 |
| Direkt Bild zu diesem Denkmal hochladen | Mord- und Sühnekreuz                                                                                         | Sellaer Weg 12 (bei) (Karte)                     | Um 1930                | Ortsgeschichtlich von Bedeutung, ca. 1 m hohes Granitkreuz, etwas verwittert | 08985165 |
| Direkt Bild zu diesem Denkmal hochladen | Wegestein | Sellaer Weg 12 (bei) (Karte)                     | 19. Jahrhundert        | Ca. 1 Meter hohe Granitstele mit grob behauenem Schaft, geglättetem Kopf und flachpyramidalem Abschluss, Aufschrift mit Richtungsangaben zu den nächstgelegenen Ortschaften (Sella/Grüngräbchen) erneuert. Wegestein als Zeugnis der verkehrstechnischen Erschließung des ländlichen Raumes von verkehrsgeschichtlicher Bedeutung. | 08985164 |

## Liste der Kulturdenkmale im OrtsteilZeißholz
| Bild                                    | Bezeichnung                                                                      | Lage                             | Datierung                       | Beschreibung | ID       |
| --------------------------------------- | -------------------------------------------------------------------------------- | -------------------------------- | ------------------------------- | --- | -------- |
|                                         | Sächsisch-Preußischer Grenzstein; Pilar Nr. 129 sowie 8 Läufersteine             | (Flur 1, Flurstück 125) (Karte)  | Nach 1828                       | Siehe auch Sachgesamtheitsdokument – Obj. 09305644; vermessungsgeschichtlich und landesgeschichtlich von Bedeutung als Zeitdokument der historischen Grenzziehung zwischen Sachsen und Preußen nach dem Wiener Kongress 1815. Pyramidenstumpf (Grundmaß 53 × 53 cm) aus Granit mit gegenüberliegend eingemeißelter Nummer 129 und Landeskürzel direkt auf der Grenzlinie, zugehörig 8 Läufersteine in unregelmäßigen Abständen auf der Grenzlinie. | 09305466 |
| Direkt Bild zu diesem Denkmal hochladen | Wegestein                                                                        | (Flur 3, Flurstück 13/3) (Karte) | 19. Jahrhundert                 | Quadratischer, ca. 1,80 Meter hoher Naturstein aus dem 19. Jahrhundert, Seitenflächen überwiegend grob behauen, im oberen Schaftbereich vermutlich für Orts- und Richtungsangaben rundumlaufend glatt ausgearbeitet, Steinabschluss darüber abgeschlagen. Wegestein als Zeugnis der verkehrstechnischen Erschließung von orts- und verkehrsgeschichtlicher Bedeutung. | 09278773 |
| Direkt Bild zu diesem Denkmal hochladen | Kulturhaus der ehemaligen Brikettfabrik Zeißholz                                 | Grube-Clara-Straße 9 (Karte)     | Um 1915                         | Putzbau mit Reformstilelementen, ursprüngliches Aussehen weitgehend erhalten, baugeschichtlich und ortsgeschichtlich von Bedeutung, zweigeschossiger Putzbau, Saalanbau, zum Teil originale Fenster, Walmdach, Biberschwanz-Kronendeckung, fünf Dachhäuser, Abbruchgenehmigung für Saalanbauten 2003 erteilt, wohl die Schule der Kolonie | 09278770 |
| Direkt Bild zu diesem Denkmal hochladen | Wohnhaus                                                                         | Grube-Clara-Straße 10 (Karte)    | Um 1910                         | Bestandteil der ehemaligen Kolonie Zeißholz, aufwendig gestalteter Backsteinbau, ursprüngliches Aussehen weitgehend erhalten, baugeschichtlich und ortsgeschichtlich von Bedeutung, zweigeschossig über hohem Kellergeschoss, Erdgeschoss mit Backstein-Blendbögen und Schlagläden, Obergeschoss Fenster mit Schlagläden, Sohlbänke als Gurtgesims, darunter Putzfelder, die über den Blendbögen des Erdgeschosses abschließen, Giebelseite mit Backstein-Lisenengliederung, Fenster zum Teil original, eine originale Haustür, Krüppelwalmdach, großes Dachhaus | 09278771 |
| Direkt Bild zu diesem Denkmal hochladen | Wohnhaus                                                                         | Grube-Clara-Straße 18 (Karte)    | Mitte 19. Jahrhundert           | Obergeschoss Fachwerk, denkmalwürdig trotz Anbau, da Fachwerk regional inzwischen selten, baugeschichtlich von Bedeutung, Erdgeschoss massiv, Obergeschoss Giebelseite verbrettert, Krüppelwalmdach, Biberschwanz-Kronendeckung, bis 2011 irrtümlich unter Otto-Buchwitz-Straße 18 in der Denkmalliste | 09278772 |
| Direkt Bild zu diesem Denkmal hochladen | Wohnstallhaus, Seitengebäude und Scheune eines Dreiseithofes, heute Heimatmuseum | Zur Eibe 1 (Karte)               | Kern laut Überlieferung um 1400 | Ältester Hof im Ort, Struktur erhalten, baugeschichtlich und wirtschaftsgeschichtlich von Bedeutung, als Museum auch dorf- und bergbaugeschichtlich von Bedeutung. - Wohnstallhaus: eingeschossig, Sichtfachwerk, hinterer Teil Blockbauweise, Giebel verbrettert, Satteldach - Stall: zweigeschossig, Erdgeschoss zum Teil massiv, Obergeschoss Fachwerk, teils verbrettert, teils mit Ziegeln ausgesetzt, Satteldach, Biberschwanzdeckung - Scheune: zum Teil Blockbauweise, (auch verbrettert), teils massiv, Giebel mit Schiebefenstern, Satteldach          | 09278778 |
| Direkt Bild zu diesem Denkmal hochladen | Wohnstallhaus eines Dreiseithofes                                                | Zur Eibe 14 (Karte)              | 1. Hälfte 19. Jahrhundert       | Obergeschoss zweiriegeliges Fachwerk, Giebelseite verbrettert, baugeschichtlich von Bedeutung, Erdgeschoss massiv, zum Teil noch sehr kleine Fenster, Satteldach, Biberschwanzdeckung | 09278777 |
| Direkt Bild zu diesem Denkmal hochladen | Wohnstallhaus eines Dreiseithofes                                                | Zur Eibe 15 (Karte)              | 1. Hälfte 19. Jahrhundert       | Obergeschoss Fachwerk, zum Teil verkleidet, baugeschichtlich von Bedeutung, Erdgeschoss massiv, Satteldach, Schieferdeckung, zum Teil gering vergrößerte Fenster | 09278776 |
| Direkt Bild zu diesem Denkmal hochladen | Wohnhaus (Umgebinde)                                                             | Zur Eibe 16 (Karte)              | 1. Hälfte 19. Jahrhundert       | Obergeschoss zweiriegeliges Sichtfachwerk, Blockstube ausgemauert, Holzkonstruktion intakt, regionaler Seltenheitswert, baugeschichtlich von Bedeutung, im Erdgeschoss Umgebinde rechts 2/2/2 Joche, Blockstube jedoch ausgemauert, ein altes Schiebefenster, Giebel verbrettert, Satteldach, Biberschwanz-Kronendeckung | 09278775 |

## Streichungen von der Denkmalliste

### Streichungen von der Denkmalliste (Bernsdorf)
| Bild           | Bezeichnung      | Lage                       | Datierung | Beschreibung | ID       |
| -------------- | ---------------- | -------------------------- | --------- | --- | -------- |
| Weitere Bilder | Villa und Garten | Alte Schulstraße 8 (Karte) | Um 1905   | Stattlicher Gründerzeitbau, baugeschichtlich von Bedeutung, zweigeschossiger massiver Putzbau mit Risaliten und segmentbogiger Auslucht, Backstein-Fenstergewände, straßenseitig Eingangshäuschen mit Rundbogen, Obergeschoss mit vortretendem preußischem Zierfachwerk und verbrettertem Giebel, abgewalmtes Dach, zum Teil alte Fenster und Türen, Gebäude steht leer, Nebengebäude kein Denkmal. Zwischen 2018 und 2024 aus der Denkmalliste gestrichen. | 09278763 |
| Weitere Bilder | Altes Zollhaus   | Dresdener Straße 2 (Karte) | Kern 1824 | Putzbau mit seitlichem Turm mit Laterne, baugeschichtlich und ortsgeschichtlich von Bedeutung; nach 2014 von Denkmalliste gestrichen | 09278796 |

### Streichungen von der Denkmalliste (Großgrabe)
| Bild                                    | Bezeichnung                                                      | Lage                               | Datierung | Beschreibung | ID       |
| --------------------------------------- | ---------------------------------------------------------------- | ---------------------------------- | --- | --- | -------- |
| Weitere Bilder                          | Vorwerk Großgrabe                                                | Am Saleskbach 25, 25a, 25b (Karte) | 2. Hälfte 19. Jahrhundert (Gutsverwalterhaus Nr. 25b), 19. Jahrhundert (Wirtschaftsgebäude), um 1800 (Wohnhaus) | Sachgesamtheit Vorwerk Großgrabe mit folgenden Einzeldenkmalen: südliches Brennereigebäude und nördliches Wirtschaftsgebäude (siehe Einzeldenkmalliste Objekt 09278804) sowie folgenden Sachgesamtheitsteilen: die beiden südlichen Wohnhäuser (Nr. 25, 25b) und das südwestliche Wirtschaftsgebäude in Ecklage; baugeschichtlich, ortsgeschichtlich und straßenbildprägend von Bedeutung [Störelement: das östliche Stallgebäude]; nach 2014 von Denkmalliste gestrichen | 09304025 |
|                                         | Südliches Brennereigebäude (Einzeldenkmal zu ID-Nr. 09304025)    | Am Saleskbach 25a (Karte)          | 18. Jahrhundert                                                                                                 | Einzeldenkmal der Sachgesamtheit Vorwerk Großgrabe; verputzter Bruchsteinbau, baugeschichtlich, ortsgeschichtlich und straßenbildprägend von Bedeutung; nach 2014 von Denkmalliste gestrichen | 09278804 |
| Direkt Bild zu diesem Denkmal hochladen | Nördliches Wirtschaftsgebäude (Einzeldenkmal zu ID-Nr. 09304025) | Am Saleskbach 25a (Karte)          | 18. Jahrhundert                                                                                                 | Einzeldenkmal der Sachgesamtheit Vorwerk Großgrabe; verputzter Bruchsteinbau, das nördliche Wirtschaftsgebäude mit hohem Walmdach, baugeschichtlich, ortsgeschichtlich und straßenbildprägend von Bedeutung; nach 2014 von Denkmalliste gestrichen | 09278804 |

## Tabellenlegende
- Bild: Bild des Kulturdenkmals, ggf. zusätzlich mit einem Link zu weiteren Fotos des Kulturdenkmals im Medienarchiv Wikimedia Commons. Wenn man auf das Kamerasymbol klickt, können Fotos zu Kulturdenkmalen aus dieser Liste hochgeladen werden:
- Bezeichnung: Denkmalgeschützte Objekte und ggf. Bauwerksname des Kulturdenkmals
- Lage: Straßenname und Hausnummer oder Flurstücknummer des Kulturdenkmals. Die Grundsortierung der Liste erfolgt nach dieser Adresse. Der Link (Karte) führt zu verschiedenen Kartendiensten mit der Position des Kulturdenkmals. Fehlt dieser Link, wurden die Koordinaten noch nicht eingetragen. Sind diese bekannt, können sie über ein Tool mit einer Kartenansicht einfach nachgetragen werden. In dieser Kartenansicht sind Kulturdenkmale ohne Koordinaten mit einem roten bzw. orangen Marker dargestellt und können durch Verschieben auf die richtige Position in der Karte mit Koordinaten versehen werden. Kulturdenkmale ohne Bild sind an einem blauen bzw. roten Marker erkennbar.
- Datierung: Baubeginn, Fertigstellung, Datum der Erstnennung oder grobe zeitliche Einordnung entsprechend des Eintrags in der sächsischen Denkmaldatenbank
- Beschreibung: Kurzcharakteristik des Kulturdenkmals entsprechend des Eintrags in der sächsischen Denkmaldatenbank, ggf. ergänzt durch die dort nur selten veröffentlichten Erfassungstexte oder zusätzliche Informationen
- ID: Vom Landesamt für Denkmalpflege Sachsen vergebene, das Kulturdenkmal eindeutig identifizierende Objekt-Nummer. Der Link führt zum PDF-Denkmaldokument des Landesamtes für Denkmalpflege Sachsen. Bei ehemaligen Kulturdenkmalen können die Objektnummern unbekannt sein und deshalb fehlen bzw. die Links von aus der Datenbank entfernten Objektnummern ins Leere führen. Ein ggf. vorhandenes Icon  führt zu den Angaben des Kulturdenkmals bei Wikidata.

## Ausführliche Denkmaltexte
1. ↑  Bahnhofsensemble des Bahnhofes Wiednitz heute bestehend aus:

  - Empfangsgebäude: zum Teil zweigeschossiger Bau, Erdgeschoss in Backstein, Zierelemente durch Wechsel mit Putzbändern und -spiegeln, Obergeschoss verputzt, mit Zierfachwerk über dem straßenseitigen Nebeneingang, Walmdach mit Biberschwanzdeckung, über dem südlichen Flügel von Lüftungsöffnungen mit Lamellengittern unterbrochen, im Erdgeschoss weitgespannte Segmentbogenfenster, straßen- und gleisseitig je eine zweiflügelige Haupteingangstür, zum überwiegenden Teil originale Fenster und Türen, auch im Innenraum, gleisseitiger Vorbau mit Flachdach ursprünglich als Stellwerk zur Bedienung der Weichen und Formsignale sowie der Schranken des Bahnübergangs dienend, zwischen beiden Haupteingängen halbhoch gefliester Durchgangsraum mit ehemaligem Fahrkartenschalter/Gepäckaufgabe, dahinterliegender Dienstraum mittels Trennwand aus Holz und Glas vom Bedienbereich des ehemaligen Stellwerks abgeteilt – für sächsische Bahnhöfe eher ungewöhnlich, hohe Gusseisensäule mit Kapitell in Raummitte, im Stellwerksbereich noch langgestreckte rechteckige Öffnung im Boden (Standfläche der Hebelbank sowie Durchlass zu den Spannwerken im Kellergeschoss, durch Verbretterung mit Öffnungen für die Seilzüge verschlossen), beide Dienstbereiche beinhalten jeweils einen originalen Ofen, Stellwerkstechnik nicht mehr erhalten, im Obergeschoss des Bahnhofs befanden sich vermutlich Wohnung für den Bahnhofsvorsteher u. a. Bahnbedienstete
  - Güterabfertigung (vermutlich Stückgutabfertigung): Güterschuppen nördlich baulich an das Empfangsgebäude anschließend, eingeschossiger Backsteinbau mit flachem Satteldach, gleisseitig weit vorkragend, große segmentbogige Fensteröffnungen mit bläulichen Glasbausteinen (System Falconnier, Form Nummer 9 – inzwischen von Seltenheitswert), jeweils zwei mit eisernen Schiebetoren verschlossene Tore auf gleis- und straßenseitiger Traufseite, davor jeweils erhöhter Ladesteig
  - Bahnsteig: teilweise gepflastert, mit Betonkante, zwischen Stellwerksvorbau und Bahnsteigkante mit Betonplatten abgedeckte Leitungskanäle für die Seilzüge zur Bedienung von Weichen und Signalen, Kanalende am Gleis unter der Bahnsteigkante (hier Öffnung erhalten)
  - Ladestraße mit Pflasterung und Schuppen: Ladestraße ca. 190 m lang, mit historischer Pflasterung, endete ursprünglich mit einer Kopf-Seiten-Rampe, zwischen Bahnhofsstraße und Ladestraße kleiner Backsteinbau mit Pultdach, Materialschuppen im Kontext der Güterabfertigung, an der Kopf-Seiten-Rampe endete ursprünglich ein von Norden herangeführtes Ladegleis der Brikettfabrik Heye III (dieses und weitere Gleisanlagen des Werksanschlusses sind ab 1992 zusammen mit der Brikettfabrik abgebrochen worden)
  - Eisenbahnerwohnhaus: südlich des Empfangsgebäudes gelegen, zweigeschossig mit Sockelgeschoss, Segmentbogenfenster, bei Sanierung teils originale Sprossung aufgegriffen, Fassaden durch Risalite aufgebrochen, Obergeschoss mit Lisenengliederung, dazsichen Putzfelder, ein geschweifter Giebel (Nordseite), Zierfachwerk im Giebel (Ostseite), Satteldach, Biberschwanzdeckung, Fledermausgaupe

Abbrüche:
  - Zwei Flügelsignale: Formsignale auf Eisengittermasten, zwischen 2012 und 2015 abgebrochen (ungenehmigt)
  - Stellwerkstechnik im Empfangsgebäude: zwischen 2012 und 2015 abgebrochen (ungenehmigt, vgl. das Versagen einer Abbruchgenehmigung mit Schreiben des Landesamtes für Denkmalpflege vom 3. Mai 2004)

Zur Eisenbahnstrecke (Streckennummer zwischen Senftenberg und Kamenz: 6194, Streckenkürzel HbK [Hohenbocka–Kamenz]): eingleisige normalspurige Hauptbahn zwischen Lübbenau (Brandenburg) und Kamenz (Sachsen), 1874 eröffnet, erbaut und betrieben von der Berlin-Görlitzer Eisenbahn-Gesellschaft, mit Verstaatlichung der Gesellschaft 1882 zu den Preußischen Staatseisenbahnen gehörig, kreuzte ursprünglich im nicht erhaltenen Etagenbahnhof Hohenbocka (Hosena) die Eisenbahnstrecke zwischen Kohlfurt und Falkenberg (heute Węgliniec–Roßlau), der Streckenanschluss bereitete die Industrialisierung von Wiednitz vor – Anschlüsse erhielten das Glassandwerk (1900), die Brikettfabrik Heye/Heide III (1909) –, weitere Anschlüsse an Steinbrüche in der Kamenzer Umgebung machten die Strecke zu einer der rentabelsten in der Region, noch zu DDR-Zeiten große Bedeutung für die Braunkohlenindustrie entlang der Strecke, 1998 zwischen Hosena und Kamenz Einstellung des Personenverkehrs, weiterhin Nutzung für den Güterverkehr.